# Saint-Étienne-le-Laus
Saint-Étienne-le-Laus település Franciaországban, Hautes-Alpes megyében. Lakosainak száma 335 fő (2022. január 1.). Saint-Étienne-le-Laus Avançon, La Bâtie-Vieille, Jarjayes, Rambaud, Remollon, Théus és Valserres községekkel határos.

## Népesség
A település népessége az elmúlt években az alábbi módon változott:
| Lakosok száma | 153  | 149  | 177  | 276  | 308  | 294  | 284  | 286  | 302  | 335  |
|               | 1968 | 1982 | 1990 | 2006 | 2013 | 2015 | 2017 | 2019 | 2020 | 2022 |